# Lepidiota sororia
Lepidiota sororia är en skalbaggsart som beskrevs av Moser 1913. Lepidiota sororia ingår i släktet Lepidiota och familjen Melolonthidae. Inga underarter finns listade i Catalogue of Life.